# Le Condamné de la cellule cinq
Pour plus de détails, voir Fiche technique et Distribution.
Le Condamné de la cellule cinq (I Wouldn't Be in Your Shoes) est un film américain en noir et blanc réalisé par William Nigh, sorti en 1948, avec Don Castle (en), Elyse Knox, Regis Toomey et Charles D. Brown dans les rôles principaux.

## Synopsis
Dans sa cellule, condamné à la chaise électrique, Tom J. Quinn (Don Castle (en)) se souvient de son histoire, de son amour pour sa femme Ann Quinn (Elyse Knox) à la sombre machination qui l'a conduit en prison.

## Fiche technique
- Titre français : Le Condamné de la cellule cinq
- Titre original : I Wouldn't Be in Your Shoes
- Réalisation : William Nigh
- Scénario : Steve Fisher d’après la nouvelle Je ne voudrais pas être dans tes souliers (I Wouldn't Be in Your Shoes) de William Irish
- Photographie : Mack Stengler
- Montage : Roy Livingston (en)
- Musique : Edward J. Kay
- Direction artistique : Dave Milton (en)
- Décors : Raymond Boltz Jr.
- Producteur : Walter Mirisch
- Société de production : Monogram Pictures
- Pays de production :  États-Unis
- Langue originale : anglais
- Format : noir et blanc - 1.37:1 - son Mono
- Genre : film noir
- Durée : 71 minutes
- Dates de sortie :
  - États-Unis : 23 mai 1948
  - France : 13 octobre 1954

## Distribution
- Don Castle (en) : Tom J. Quinn
- Elyse Knox : Ann Quinn
- Regis Toomey : inspecteur Clint Judd
- Charles D. Brown : inspecteur Stevens
- Rory Mallinson : Harry, le premier détective
- Robert Lowell : John L. Kosloff
- Steve Darrell (en) : District Attorney
- Bill Kennedy (en) : le second détective
- Esther Michelson : madame Finkelstein
- William Ruhl
- John Sheehan (en)
- John Elliott
- Joseph E. Bernard (en)
- Tito Vuolo
- Jimmy Aubrey
- Stanley Blystone
- John Doucette
- Dan White
- Joseph E. Bernard (en)
- William "Bill" Walker (en)
- Ray Teal
- Eddie Parker (en)

## Autour du film
Romancier et scénariste, Steve Fisher adapte ici la nouvelle I Wouldn't Be in Your Shoes de William Irish. Cette histoire a notamment été traduite en France en 1960 sous le titre Je ne voudrais pas être dans tes souliers dans le recueil Fait divers publié dans la collection Un mystère.